# Asedio de Dubrovnik
El asedio de Dubrovnik (en croata: Obrana Dubrovnika, en serbio: Блокада Дубровника, Blokada Dubrovnika) fue un enfrentamiento militar entre el Ejército Popular Yugoslavo (JNA, del serbocroata: Jugoslovenska narodna armija) y las fuerzas croatas que defendían la ciudad de Dubrovnik y sus alrededores durante la Guerra de Croacia. El JNA comenzó su avance el 1 de octubre de 1991 y a finales de octubre había capturado casi todo el territorio entre las penínsulas de Pelješac y Prevlaka en la costa del mar Adriático, a excepción de Dubrovnik. Los ataques y bombardeos del JNA hacia Dubrovnik, incluyendo la Ciudad Vieja -Patrimonio de la Humanidad por la Unesco- culminó el 6 de diciembre de 1991. El bombardeo provocó una fuerte condena internacional hacia la JNA y se convirtió en un desastre para las relaciones públicas de Serbia y Montenegro, contribuyendo al aislamiento diplomático y económico de las mismas y el reconocimiento internacional de la independencia de Croacia. En mayo de 1992, el JNA se retiró de Dubrovnik hacia Bosnia y Herzegovina, a menos de 1 km de la costa en algunos lugares, y al este de la ciudad para entregar su equipo al el recién formado Ejército de la República Srpska (VRS, del serbio: Vojska Republike Srpske). Durante ese tiempo, el Ejército Croata (HV, del croata: Hrvatska vojska) atacó desde el oeste e hizo retroceder al JNA y al VRS de las áreas al oeste de Dubrovnik, tanto en Croacia como en Bosnia y Herzegovina, y para finales de mayo dispusieron tropas para defender la ciudad. Los enfrentamientos entre el HV y las tropas yugoslavas al este de Dubrovnik murieron gradualmente.
El asedio y el bloqueo naval de la Armada Yugoslava causaron la muerte de entre 82 y 88 civiles. Durante los tres primeros meses de la ofensiva, el HV sufrió la pérdida de 94 soldados muertos en acción. A finales de 1992, cuando toda la región había sido recapturada por la HV en la Operación Tigre y la Batalla de Konavle, 417 combatientes del HV habían sido asesinados. Al mismo tiempo, el JNA había sufrido 165 muertes. La ofensiva desplazó a 15 000 -refugiados principalmente de Konavle- que huyeron a Dubrovnik. Aproximadamente 16 000 refugiados fueron evacuados de Dubrovnik por mar y la ciudad fue reabastecida por pequeñas lanchas que evadían el bloqueo y por un convoy de buques civiles. 11 425 edificios sufrieron algún grado de daño y numerosas viviendas, negocios y edificios públicos fueron saqueados o incendiados por el JNA.
La operación del JNA era parte de un plan elaborado por los altos oficiales del Ejército Nacional Yugoslavo dirigidó a asegurar la zona de Dubrovnik y luego proceder hacia el noroeste hasta enlazar con las tropas del JNA en el norte de Dalmacia a través de Herzegovina occidental. La ofensiva se produjo inmediatamente después de la propaganda de guerra en Montenegro, que decían que las tropas croatas estaban a punto de atacar y capturar la bahía de Kotor y que la ofensiva era una "guerra por la paz", y que el casco antiguo no estaba siendo atacado por el JNA. El presidente de Montenegro Milo Đukanović se disculpó por el ataque en el año 2000, provocando una furiosa respuesta de sus oponentes políticos y de Serbia.
El Tribunal Penal Internacional para la ex Yugoslavia (TPIY) condenó a tres oficiales del JNA o de la Armada Yugoslava y entregó un cuarto sospechoso a Serbia para su enjuiciamiento. La acusación del TPIY declaró que la ofensiva fue diseñado para separar la región de Dubrovnik de Croacia e integrarlo en un estado dominado por los serbios a través de una proclamación sin éxito de la República de Dubrovnik el 24 de noviembre de 1991. Además, Montenegro acusó a seis exsoldados del JNA por abuso de prisioneros en el campo de Morinj, pero a partir de 2012 se había firmado ningún veredicto final. Croacia también acusó a varios ex oficiales del Ejército Nacional Yugoslavo o de la Armada Yugoslava y un exlíder serbobosnio de crímenes de guerra, pero todavía no han dado resultado esas acusaciones.

## Antecedentes
En agosto de 1990 , una insurrección tuvo lugar en Croacia, centrada en las áreas con población predominantemente serbia del interior de Dalmacia, alrededor de la ciudad de Knin, además de partes de las regiones de Lika, Kordun y Banovina y de asentamientos en el este de Croacia con poblaciones serbias significativas. Estas áreas fueron posteriormente nombradas como la República Serbia de Krajina (RSK) y, luego de declarar su intención de integrar Serbia, el Gobierno de Croacia declaró al RSK en rebelión. En marzo de 1991, el conflicto se había intensificado y la Guerra de Croacia entraba en erupción. En junio de 1991, Croacia declaró su independencia, mientras comenzaba a desintegrarse Yugoslavia. Luego de una moratoria de tres meses, la decisión entró en vigor el 8 de octubre. El RSK inició entonces una campaña de limpieza étnica contra los civiles croatas, expulsando a la mayoría de los que no eran serbios a principios de 1993. Por noviembre de 1993, al menos 400 personas de etnia croata se mantuvieron en una zona protegida por las Naciones Unidas (ONU), conocida como Sector Sur, y otros 1500 a 2000 se mantuvieron en el Sector Norte.
Como el JNA apoyaba cada vez más por la RSK y la policía croata no podía hacer frente a la situación, la Guardia Nacional Croata (ZNG, del croata: Zbor narodne garde) fue fundada en mayo de 1991. En noviembre, la ZNG fue renombrada como Ejército Croata. El desarrollo de las fuerzas armadas de Croacia se vio obstaculizado por un embargo de armas de la ONU presentado en septiembre, mientras que el conflicto militar en Croacia continuó intensificándose con la batalla de Vukovar, que comenzó el 26 de agosto.
Dubrovnik es la ciudad meridional más importante de Croacia. Se encuentra en la costa del Mar Adriático. El centro de la ciudad amurallada, conocida como la ciudad vieja, es un sitio de monumentos históricos y edificios patrimoniales que en gran medida datan de la República de Ragusa; la ciudad ha sido colocada en la lista de Patrimonio de la Humanidad por la UNESCO. En 1991, la ciudad tenía una población de aproximadamente 50 000, de los cuales el 82,4% eran croatas y un 6,8% eran serbios. El territorio croata que rodea la ciudad se extiende desde la península de Pelješac al oeste, y la península de Prevlaka en el este a la entrada de la bahía de Kotor, en la frontera con Montenegro. Este territorio es muy estrecho, especialmente cerca de Dubrovnik, y se compone de 0,5 a 15 km de ancho de franja costera.

## Preludio

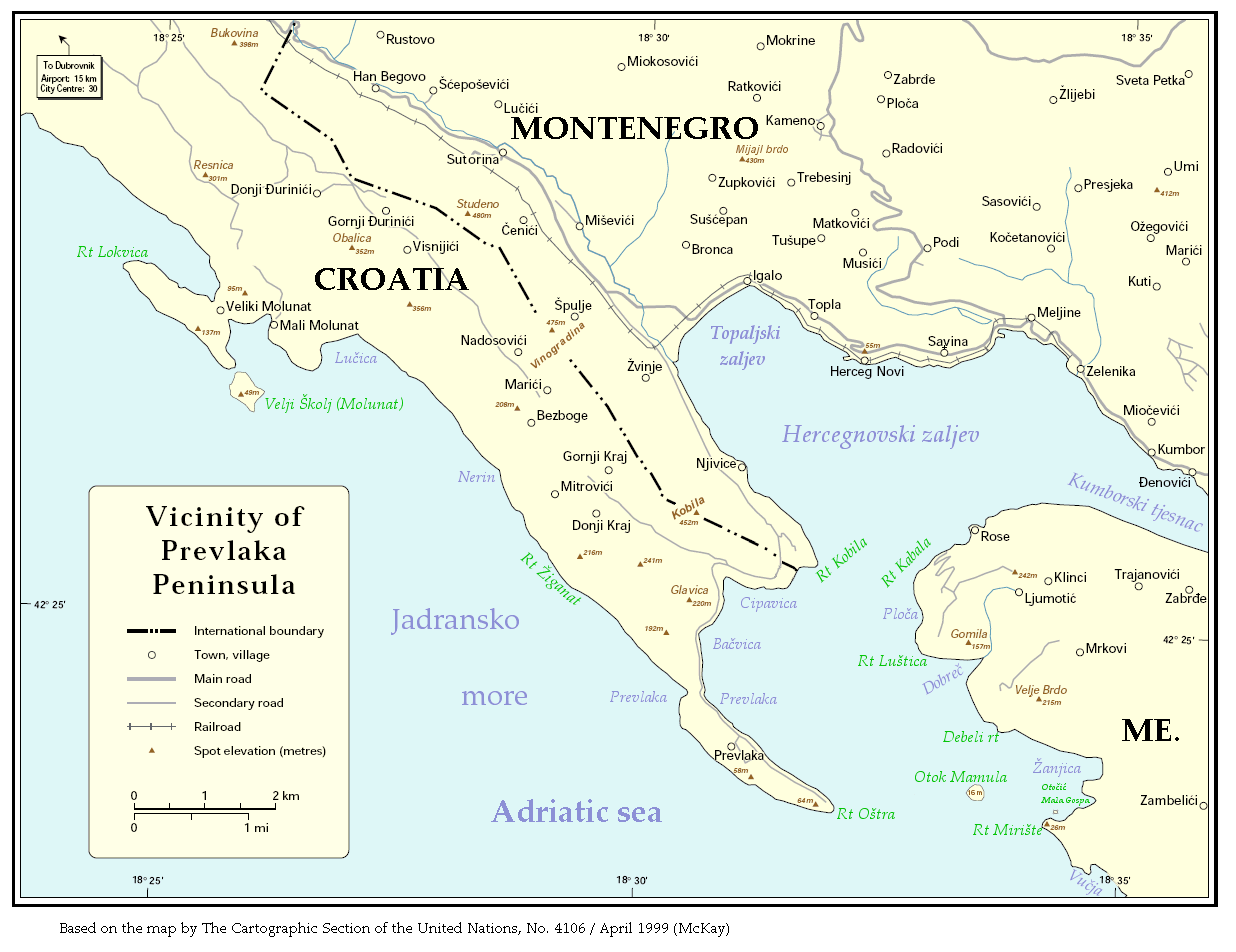
Zona de la frontera de Croacia–Montenegro en Prevlaka, en la bahía de Kotor.

A mediados de 1991, los comandantes de alto rango de la JNA, incluidos entre ellos el ministro federal de Defensa general Veljko Kadijević, el Jefe de Estado Mayor general Blagoje Adžić y el viceministro de Defensa vicealmirante Stane Brovet, planearon una ofensiva militar que implicaba un ataque a la zona de Dubrovnik seguido de un avance del JNA hacia el oeste de Herzegovina occidental, para enlazar con el 9.º Cuerpo de Knin del JNA en el norte de Dalmacia, una vez que se haya asegurado la zona. El general Jevrem Cokić presentó el plan de la ofensiva de Dubrovnik a Adžić para su aprobación.
En septiembre de 1991, el JNA y los líderes de Montenegro dijeron que Dubrovnik debía ser atacado y neutralizado para garantizar la integridad territorial de Montenegro, evitar los enfrentamientos étnicos y preservar la República Federal Socialista de Yugoslavia. El primer ministro de Montenegro Milo Đukanović declaró que las fronteras croatas necesitaban ser revisadas, atribuyendo la línea fronteriza existente a la "poca educación de los cartógrafos bolchaviques". La propaganda estaba compuesta por las alegaciones del coronel general del JNA Pavle Strugar, que decía que 30 000 tropas croatas y 7000 terroristas y mercenarios kurdos estaban a punto de atacar Montenegro y apoderarse de la bahía de Kotor, lo que llevó a muchos a creer que Croacia en realidad había comenzado una invasión. El periódico Pobjeda era uno de los medios más importantes que contribuyeron a la difusión de la propaganda. En julio de 1991, el funcionero serbio de alto rango Mihalj Kertes dijo en un mitin político en Nikšić que un estado serbio debía establecerse al oeste de Montenegro, que se extiendiera hasta el río Neretva, y que Dubrovnik -rebautizado como Nikšić-at-Sea- fuera su capital.
El 16 de septiembre de 1991, el JNA fue movilizado en Montenegro citando el deterioro de la situación en Croacia. A pesar de una emisión de radio para la apelación de la movilización por el 2.º Cuerpo de Titograd del JNA el 17 de septiembre, un considerable número de reservistas se negaron a responder la llamada a filas. El 18 de septiembre, Đukanović amenazó con castigar duramente a los desertores y los que se negaran a responder a la movilización. La movilización y la propaganda fueron en contraste con las garantías de las autoridades federales yugoslavas en Belgrado, que habían dicho que no habría ningún ataque contra Dubrovnik. El plan estratégico del JNA para derrotar a Croacia incluía una ofensiva para cortar las partes más meridionales de Croacia, incluyendo Dubrovnik, del resto del país.
El 23 de septiembre, la artillería del JNA atacó el pueblo de Vitaljina en la parte oriental de Konavle y Brgat, y al este de Dubrovnik. Dos días después, la Armada Yugoslava bloqueó las rutas marítimas de la ciudad. El 26 de septiembre, el JNA renombró al Grupo Operativo de Herzegovina del Este como 2.º Grupo Operacional y lo subordinó directamente al Ministerio Federal de Defensa y el EStado Mayor del JNA. Cokić fue nombrado el primer oficial al mando del 2.º Grupo Operativo, pero fue sustituido por el general Mile Ružinovski el 5 de octubre, tras el derribo del helicóptero de Cokić. Strugar reemplazado a Ružinovski el 12 de octubre.

## Orden de batalla

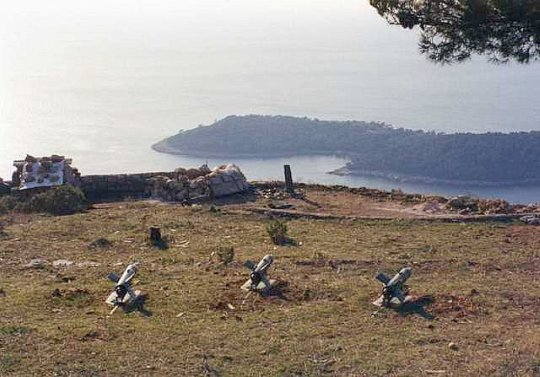
Posiciones del Ejército Nacional Yugoslavo con vistas hacia Dubrovnik, 9 de diciembre de 1991.

El JNA encargó al 2.º Cuerpo de Titograd y al 9.º Sector Marítimo Militar de Boka Kotorska (VPS) -los cuales eran ambos elementos del 2.º Grupo Operativo- los objetivos de cortar y capturar la zona de Dubrovnik. El 2.º Cuerpo de Titograd desplegó la 1.ª Brigada de Nikšić, mientras que el 9.º Sector Marítimo Militar de Boka Kotorska empleó las 5.ª y 472.ª Brigadas Motorizadas. El límite de las acciones del Cuerpo corrían de norte a sur, cerca de donde Dubrovnik se estableció. El 2.º Grupo Operativo también ordenó el día 16 al 16.º Destacamento de Patrulla Fronteriza y al 107.º Grupo de Artillería Costera, y movilizó a las unidades de Defensa Territorial de Herceg-Novi, Kotor, Tivat, Budva, Bar, Mojkovac, Bijelo Polje y Trebinje. Strugar estaba en el comando general del 2.º Grupo Operativo mientras que el 9.º Sector Marítimo Militar de Boka Kotorska fue comandado por el vicealmirante Miodrag Jokić. Jokić fue el remplazo del almirante Krsto Đurović, que había muerto en circunstancias inciertas horas antes de que comenzara la ofensiva. El general de división Nojko Marinović, una vez al mando de la 472.ª Brigada Motorizada y subordinado de Đurović, dijo que el JNA había matado al almirante porque se opuso a la ofensiva. Marinović renunció a su puesto el 17 de septiembre y se unió a la ZNG croata. El 2.º Grupo Operativo desplegó inicialmente 7000 soldados y mantuvo el nivel de tropas similares en toda la ofensiva.
Las defensas de Dubrovnik eran casi inexistentes al comienzo de las hostilidades. Había 480 soldados en el área de la ciudad, de los cuales solo 50 tuvieron algún tipo de formación militar. La única unidad militar regular era la del Fuerte Imperial, un pelotón armado con armas de infantería ligera que estaba estacionado desde la época napoleónica en la cima de la montaña Srđ, con vista hacia Dubrovnik. El resto de las tropas de la zona estaban mal armadas porque la Defensa Territorial de Croacia había sido desarmada por el JNA en 1989. A diferencia de otras partes de Croacia, no se habían establecido en el territorio las guarniciones o los almacenes del JNA desde el año 1972, y por lo tanto muy pocas armas y municiones capturadas en la Batalla de los Cuarteles estaban disponibles para defender a Dubrovnik. El 26 de septiembre, 200 fusiles y cuatro piezas de artillería capturadas del JNA en la isla de Korčula fueron enviados a reforzar la ciudad. Las armas eran una mezcla de las armas divisionales soviéticas 76 mm y 85 mm de la Segunda Guerra Mundial. Además, un vehículo blindado improvisado fue suministrado a la ciudad. Dubrovnik también recibió cuerpos de la HV adicionales, policía croatas y tropas de las Fuerzas Croatas de Defensa de otras partes de Croacia. Con ello el número de las tropas croatas en Dubrovnik ascendió de 600 y a 1000 hombres en noviembre. El 19 de septiembre, Marinović fue nombrado comandante en jefe de las defensas en Dubrovnik, momento en el cual él las evaluó como inadecuadas. Las tropas, organizadas inicialmente como la Defensa Territorial de Dubrovnik, se reorganizaron en el 75.º Batallón Independiente del HV el 28 de diciembre de 1991, y más tarde se vieron reforzadas con elementos de la 116.ª Brigada de Infantería para formar la 163.ª Brigada de Infantería el 13 de febrero de 1992. El Escuadrón de Barcos Armados de Dubrovnik, una unidad militar de voluntarios de la Armada Croata, constaba de 23 embarcaciones de diferentes tamaños y 117 voluntarios, y se estableció el 23 de septiembre para contrarrestar el bloqueo de la Armada Yugoslava.

## Cronología

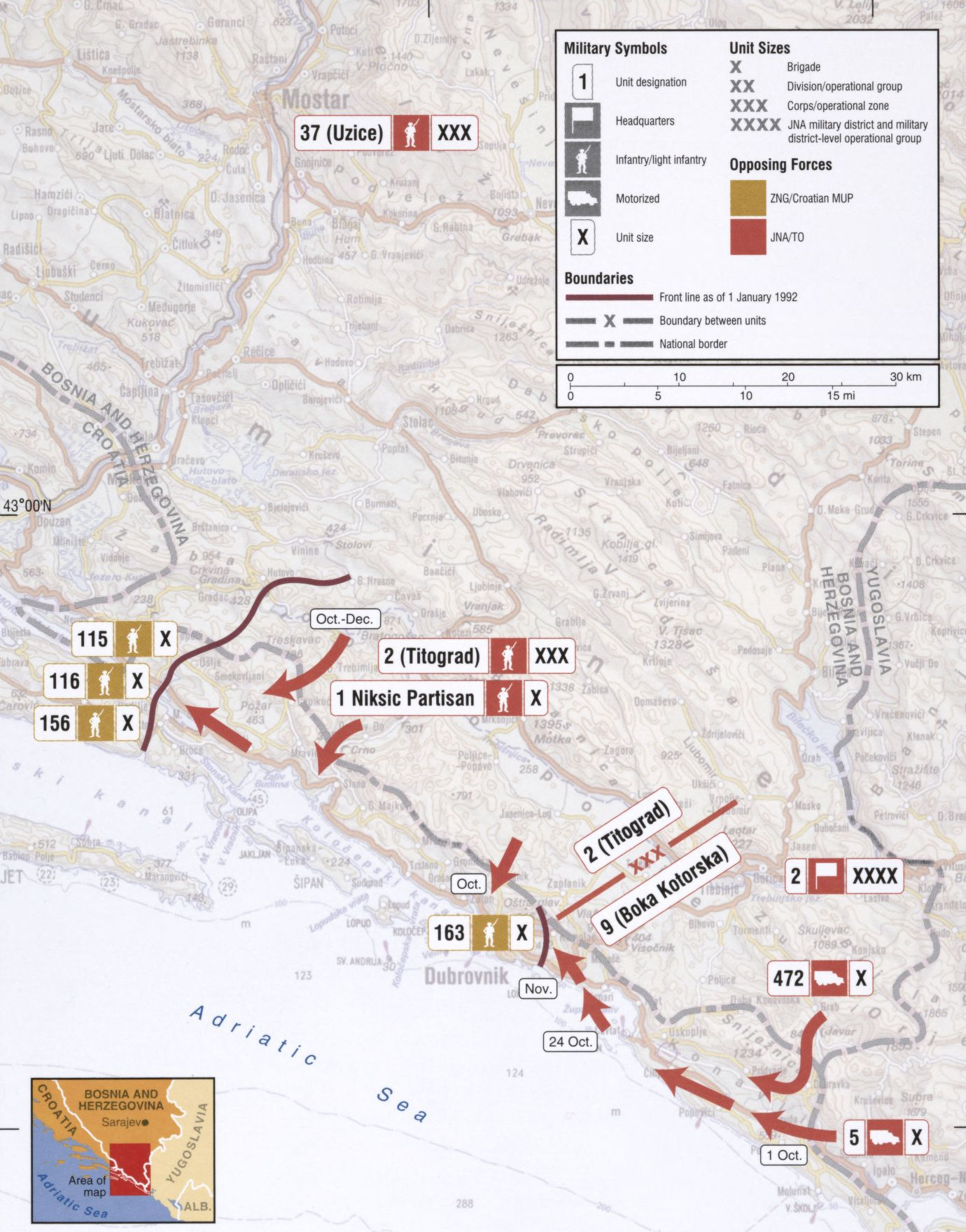
Mapa del avance del JNA a Dubrovnik en 1991.

### Avance del JNA
El 1 de octubre,  el JNA comenzó su ofensiva hacia Dubrovnik, moviendo el 2.º Cuerpo de Titograd al oeste a través del campo de Popovo, al norte de la ciudad. El 2.º Cuerpo del JNA destruyó el pueblo de Ravno antes de girar hacia el sur, hacia la zona de Dubrovačko Primorje, con el objetivo de envolver Dubrovnik desde el oeste. El segundo eje del avance JNA fue asignado a la 9.ª VPS Boka Kotorska VPS. Se originó en la bahía de Kotor a unos 35 km al sureste de Dubrovnik y se dirigió a través de Konavle. El avance se inició a las 5:00 a. m. después de preparar fuego de artillería contra Vitaljina y otros objetivos en Konavle. El avance sucedió utilizando varias carreteras de la región, con el apoyo de la Armada Yugoslava y la Fuerza Aérea. Las defensas croatas eran inexistentes en Konavle y muy pocas en Dubrovacko Primorje -las únicas bajas del JNA del día se produjeron durante una exitosa emboscada del ZNG en el pueblo de Čepikuće -. En el primer día de la ofensiva, la artillería del JNA atacó la montaña de Srđ y el promontorio de Žarkovica justo al norte y al este de Dubrovnik, mientras que los MiG-21 yugoslavos de la Fuerza Aérea atacaron Komolac en el oeste de Rijeka Dubrovačka, con la destrucción de los suministros de electricidad y agua de Dubrovnik. Hasta finales de diciembre Dubrovnik se basó en el agua fresca suministrada por los barcos y en la electricidad de los pocos generadores eléctricos.
Durante los próximos tres días, el JNA avanzó lentamente. Su artillería atacó la montaña Srđ, el Fuerte Imperial y Žarkovica el 2 de octubre. Al día siguiente, el JNA bombardeó el Hotel Belvedere de Dubrovnik , donde se encontraba un puesto de defensa del ZNG, y la Fuerza Aérea Yugoslava bombardeó el Hotel Argentina. El 4 de octubre, el 2.º Cuerpo del ZNG capturó Slano en Dubrovačko Primorje, interceptandó la carretera del Adriático allí y aislando Dubrovnik del resto de Croacia. El 5 de octubre, el distrito Ploče de Dubrovnik fue bombardeado, seguido por un ataque de la Fuerza Aérea yugoslava contra el Fuerte Imperial al día siguiente.
El 15 de octubre, Croacia ofreció conversaciones de paz con Montenegro, pero el presidente de Serbia Slobodan Milošević rechazó la oferta. La oferta fue hecha a los funcionarios de Montenegro ya que la ofensiva fue aceptada oficialmente por el gobierno de Montenegro el 1 de octubre. Tres días más tarde, Serbia se distanció públicamente de la medida, culpando a Croacia por provocar al JNA. En el séptimo día de la ofensiva, el parlamento montenegrino culpó al JNA por el ataque. El 16 de octubre, un día después de que Milošević declinara la oferta, la 9.ª VPS Boka Kotorska capturó Cavtat. La captura de Cavtat sucedió con el apoyo de una operación de desembarco anfibio de aproximadamente 5 km al este de Dubrovnik y un ataque aéreo en el distrito de Ploče de Dubrovnik el 18 de octubre. Al día siguiente, un alto el fuego fue acordado, pero fue violado tan pronto como entró en vigor. El 20 de octubre, la Fuerza Aérea Yugoslava atacó Dubrovnik y el 22 de octubre, la Armada Yugoslava bombardeó hoteles que alojaban a los refugiados en la zona de Lapad de la ciudad.
El 23 de octubre, la artillería del JNA comenzó un bombardeo sostenido hacia Dubrovnik, incluyendo el casco antiguo dentro de las murallas de la ciudad, atrayendo una protesta del Departamento de Estado de los Estados Unidos al día siguiente. El 9.ª VPS del JNA capturó Župa Dubrovačka y Brgat el 24 de octubre, mientras que la Armada Yugoslava bombardeó la isla de Lokrum. Al día siguiente, el JNA emitió un ultimátum a la ciudad, exigiendo su rendición y la remoción de los funcionarios electos de Dubrovnik. El 26 de octubre, el JNA capturó el promontorio de Žarkovica, a 2,3 km al sureste del centro de la ciudad, y así logró tomar la mayor parte de la zona alta con vista hacia Dubrovnik el 27 de octubre. El 2.º Cuerpo, en su avance hacia el suroeste de Dubrovnik, fue más lento. Se destruyó una gran parte del arboreto de Trsteno. El avance del JNA desplazó a unos 15 000 refugiados procedentes de las zonas que capturó. Unas 7000 personas fueron evacuadas de Dubrovnik por el mar, en octubre; el resto se refugió en los hoteles de la ciudad y en otros lugares.

### Defensa de Dubrovnik

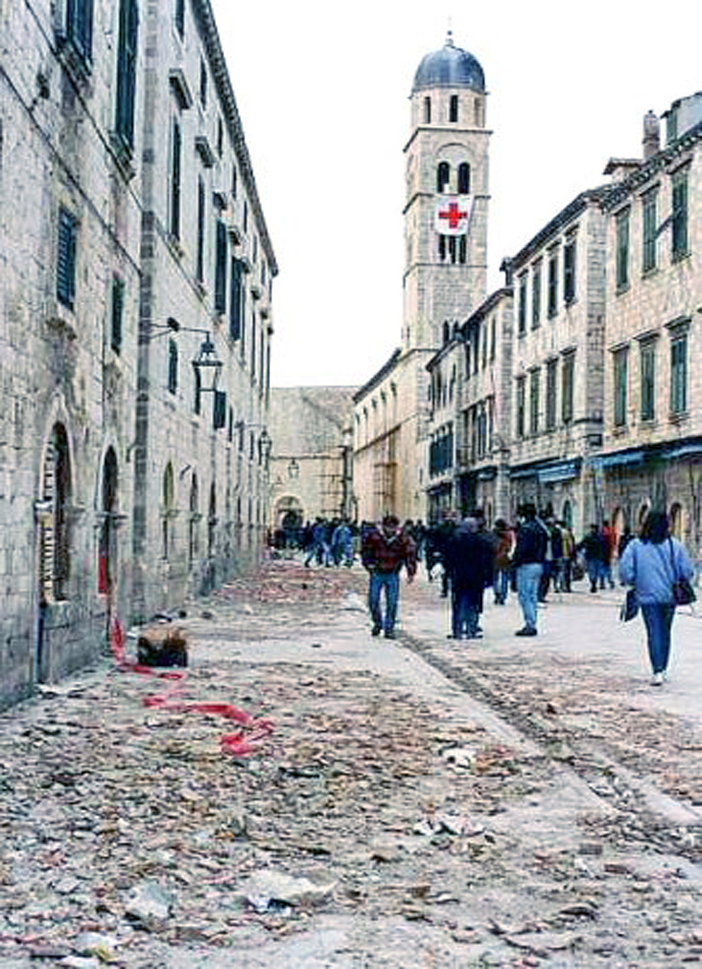
La rutina diaria en Stradun durante la guerra.

El JNA continuó con sus ataques de artillería contra Dubrovnik el 30 de octubre y el bombardeo continuó hasta el 4 de noviembre teniendo como objetivos las zonas occidentales de Dubrovnik -Gruž y Lapad- así como los hoteles Babin Kuk y Argentina, que eran casas de refugiados. Los días 3 y 4 de noviembre las tropas del JNA atacaron el casco antiguo y el hotel Argentina utilizando armas portátiles y fuego de francotiradores desde las posiciones mantenidas por el 3.º Batallón de la 472.ª Brigada Motorizada, que ocuparon las posiciones más cercanas al centro de la ciudad. Al día siguiente, el Fuerte Imperial fue bombardeado nuevamente. El 7 de noviembre, el JNA emitió un nuevo ultimátum exigiendo la rendición de Dubrovnik al mediodía. La demanda fue rechazada y Jokić anunció que el JNA solamente salvaría el casco antiguo de la destrucción. Ese mismo día, se reanudaron los combates cerca de Slano.
La artillería del JNA y la Armada Yugoslava reanudaron el bombardeo de Dubrovnik entre el 9 y 12 de noviembre, tomando como blanco la ciudad vieja, Gruž, Lapad y Ploče, así como también los hoteles Belvedere, Excelsior, Babin Kuk, Tirena, Imperial y Argentina. Los misiles filoguiados fueron utilizados para atacar a los barcos que estaban en el puerto de la ciudad vieja, mientras que algunos buques más grandes en el puerto de Gruz -incluyendo el ferry Adriatic y el velero de propiedad estadounidense Pelagic- fueron incendiados y destruidos por el fuego. El Fuerte Imperial fue atacado por el JNA los días 9, 10 y 13 de noviembre. Estos ataques fueron seguidos por un período de calma que duró hasta finales de noviembre, cuando la Misión de Observación de la Unión Europea (EUMM, del inglés: European Union Monitoring Mission) medió en las negociaciones entre el JNA y las autoridades croatas en Dubrovnik. El ECMM se retiró a mediados de noviembre tras el ataque del JNA a su personal, y la mediación fue tomada por el secretario de Asuntos Humanitarios del Estado francés Bernard Kouchner y el jefe de la misión del UNICEF Stephan Di Mistura. Las negociaciones produjeron acuerdos de alto el fuego el 19 de noviembre y 5 de diciembre, pero tampoco arrojaron resultados concretos sobre el terreno. En cambio, las unidades del 2.º Cuerpo del JNA ubicadas en Dubrovačko Primorje, al noroeste de Dubrovnik, se acercaban cada vez más a la ciudad, alcanzando el punto más lejano de su avance el 24 de noviembre, ya que las defensas de la ciudad fueron empujadas de vuelta a la línea Sustjepan–Srđ–Hotel Belvedere. Ese día, el JNA trató de establecer la República de Dubrovnik en la zona que ocupaba, pero el intento fracasó.
En noviembre, Dubrovnik comenzó a recibir las mayores entregas de ayuda humanitaria desde el comienzo del sitio. El primer intento con éxito para mantener la ciudad fue el convoy Libertas -una flota de buques civiles, en el que el más grande era el Slavija de la compañía Jadrolinija- que llegó a Dubrovnik el 31 de octubre. El convoy zarpó de Rijeka e hizo varias escalas en los diferentes puertos, aumentando la flota a 29 buques a medida que se aproximaba a Dubrovnik. El convoy -que también llevó a los observadores del ECMM, a por lo menos 1000 manifestantes, al presidente de la Presidencia de Yugoslavia Stjepan Mesić y al ex primer ministro de Croacia Franjo Gregurić- fue detenido inicialmente por la fragata yugoslava JRM Split entre las islas de Brač y Šolta, y al día siguiente por lanchas patrulleras yugoslavas fuera de Korčula antes de que el Escuadrón de Barcos Armados lo vinculara con su flota y lo escoltara hasta el puerto de Dubrovnik, en Gruž. A su regreso, el Slavija logró evacuar 2000 refugiados de Dubrovnik, gracias a las 700 toneladas de capacidad de la nave, y zarpó hacia la bahía de Kotor, aunque tuvo que navegar hasta la bahía de Kotor en primer lugar para su inspección por la Armada Yugoslava.

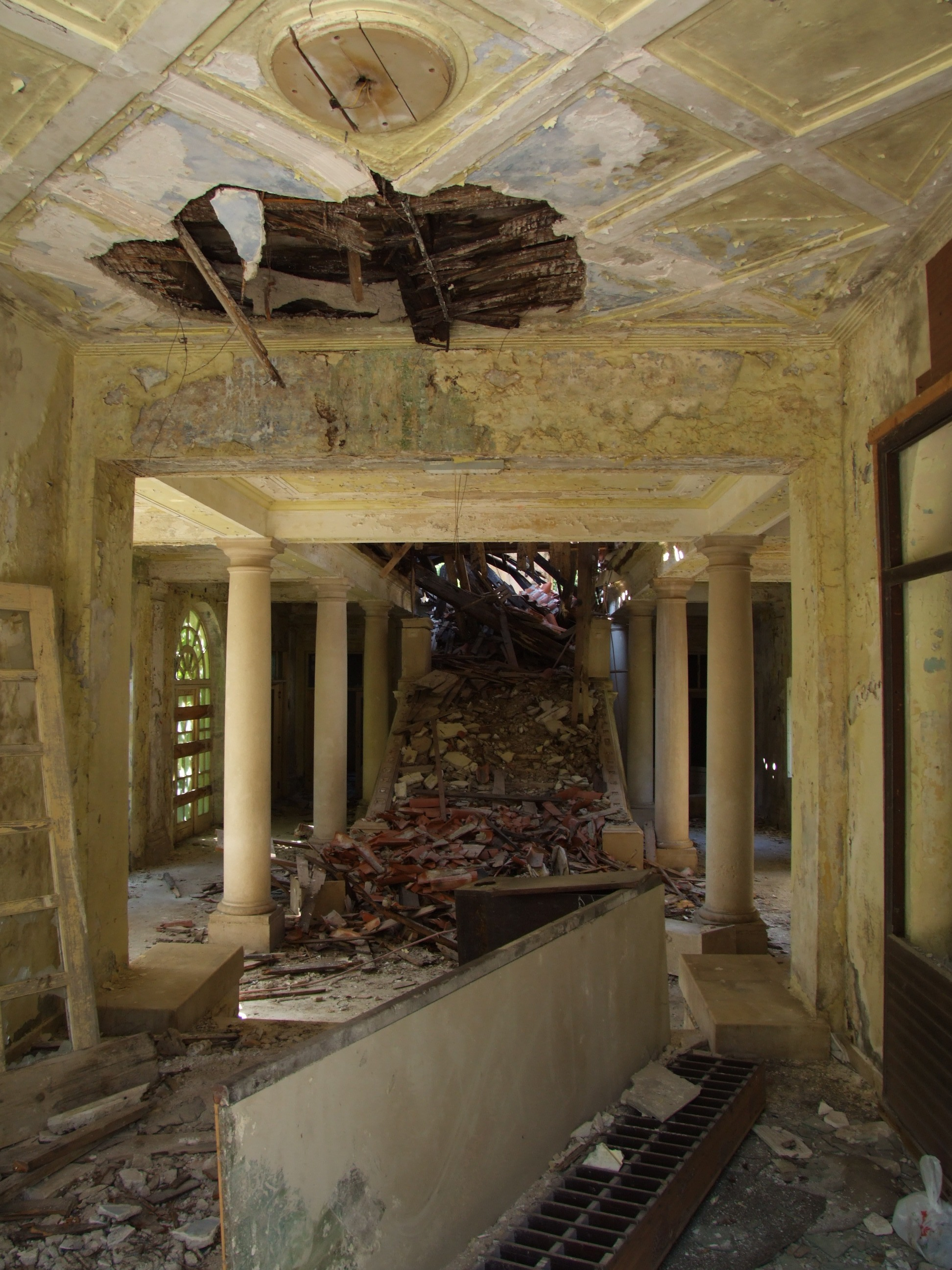
El hotel Grand, en Kupari, destruido durante el asedio.

Durante el 2 y el 3 de diciembre, el JNA reanudó los ataques de infantería en contra de la ciudad vieja, seguido por disparos de mortero contra el Fuerte Imperial, el 4 de diciembre. El bombardeo pesado de la ciudad vieja comenzó a las 5:48 de la mañana del 6 de diciembre. El casco antiguo fue alcanzado por 48 proyectiles de mortero de 82 milímetros, 232 misiles de 82 milímetros y 364 misiles de 120 milímetros, así como por 22 misiles filoguiados. Dos cráteres indicaron que el uso de armas más pesadas. El bombardeo se concentró en Stradun -el paseo central de la vieja ciudad- y en áreas al noreste de Stradun, mientras que otras partes de la ciudad vieja sufrieron relativamente pocos impactos. El ataque disminuyó a las 11:30 a. m. El mismo causó la muerte de 13 civiles, siendo esta la mayor pérdida de vidas civiles durante el asedio. La biblioteca del Centro Interuniversitario de Dubrovnik, que contenía 20000 volúmenes, también fue destruida en el ataque, y el hotel Libertas fue bombardeado por la artillería JNA con el objetivo de matar a los bomberos que apagaban los incendios causados por un ataque de ese mismo día. El 6 de diciembre el ataque de la ciudad vieja fue recibida con fuertes protestas por parte del Director General de la UNESCO Federico Mayor Zaragoza, del Enviado Especial de la Secretaría General de Naciones Unidas, Cyrus Vance, de la ECMM, y de diversos medios de comunicación internacionales el día del bombardeo. Más tarde ese mismo día, el JNA emitió una declaración de arrepentimiento y prometió una investigación. El 7 de diciembre, representantes de la JNA visitaron la ciudad vieja para inspeccionar los daños, pero no se observaron nuevas medidas.
Todas las defensas croatas estaban en una línea de 3 a 4 km alrededor de la ciudad vieja, a excepción de cerca de 1 km al norte del Fuerte Imperial. La fortaleza fue atacada a las 5:50 a. m., minutos después de que empezara el bombardeo de la ciudad vieja. El ataque fue ejecutado por el 3.º Batallón de la 472.ª Brigada Motorizada, avanzando al mismo tiempo en dos direcciones. El ataque principal fue realizado por una fuerza del tamaño de la compañía, y el secundario por un pelotón de soldados de infantería, ambos apoyados por la artillería y tanques T-55. A las 8 de la mañana, la infantería alcanzó el Fuerte Imperial, obligando a los defensores a retirarse de la fortificación y a solicitar ayuda. Marinović ordenó a la artillería del HV disparar directamente sobre la fortaleza y envió una unidad especial de la policía para reforzar la guarnición del Fuerte Imperial. A las 14:00 p. m., el JNA canceló el ataque. Ese día, el Sveti Vlaho -el primer buque encargado por el Escuadrón de Barcos Armados de Dubrovnik y que llevaba el nombre del santo patrón de la ciudad Blas de Sebaste- fue hundido por un misil filoguiado.

### Contraataque croata

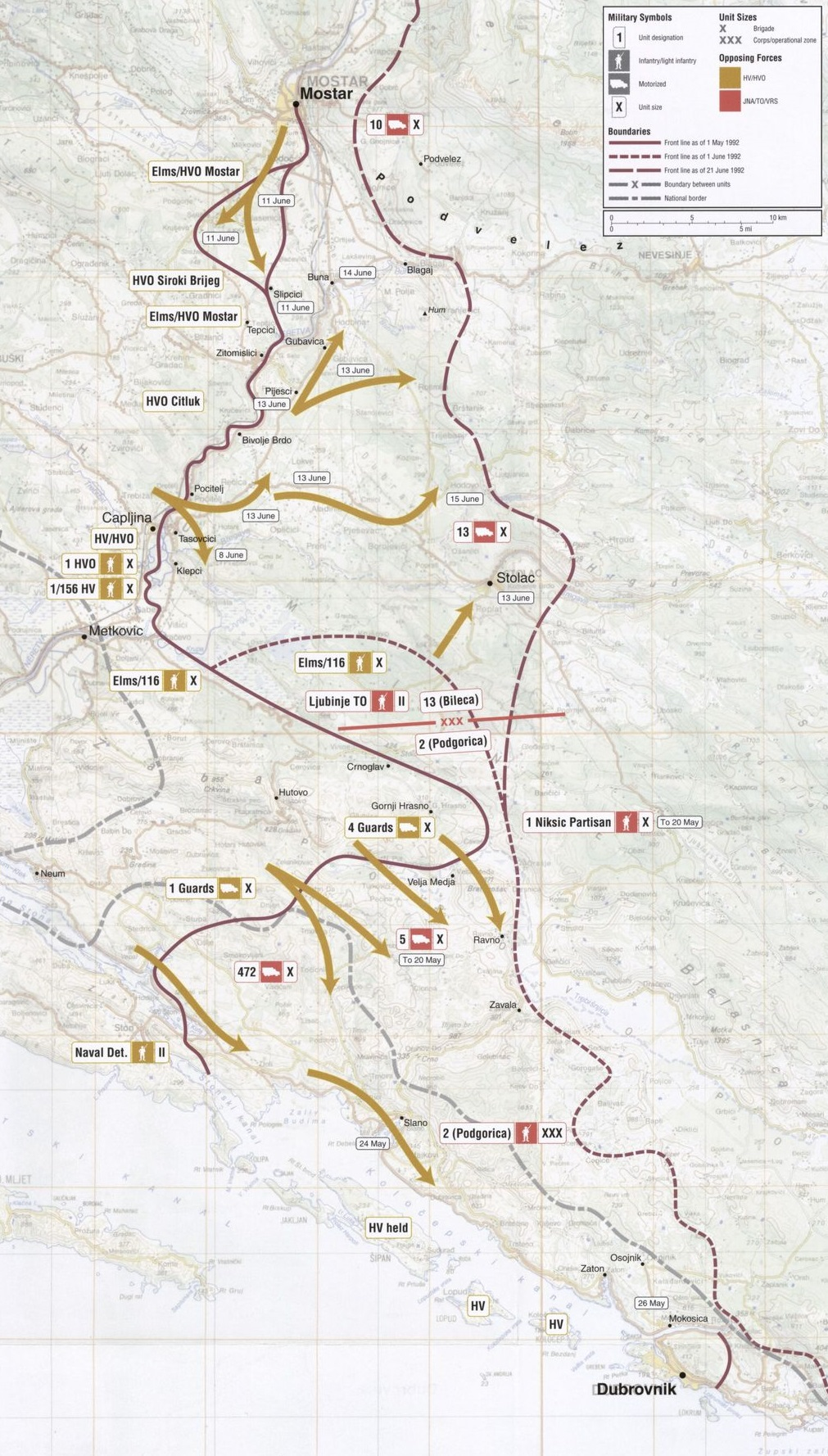
Mapa del avance del HV a Dubrovnik, en mayo de 1992, y la posterior operación Chacal.

El 7 de diciembre de 1991, se acordó otro alto el fuego y las fuerza del JNA que sitiaban Dubrovnik se volvieron en su gran mayorías inactivas. En enero de 1992, el Acuerdo de Sarajevo fue firmado por representantes de Croacia, el JNA y las Naciones Unidas, y la lucha se detuvo. La Fuerza de Protección de las Naciones Unidas (UNPROFOR, del inglés: United Nations Protection Force) se desplegó en Croacia para supervisar y mantener el acuerdo. Serbia siguió apoyando a la RSK. El conflicto sucedió entonces en gran medida en las posiciones atrincheradas y el JNA pronto se retiró de Croacia hacia Bosnia y Herzegovina, en donde se preveía un nuevo conflicto. La única excepción fue la zona de Dubrovnik, donde el JNA atacó hacia el oeste desde Dubrovačko Primorje, haciendo retroceder los elementos de las 114.ª y 116.ª Brigada de Infantería de la HV y logrando llegar a las afueras de Ston a principios de 1992.
Las capacidades de la HV aumentaron enormemente en los primeros meses de 1992, ya que logró adquirir grandes arsenales de armas del JNA en la batalla de los Cuarteles. Después de que el JNA quedara desacoplado en Croacia, su personal se dispuso a crear un nuevo ejército serbobosnio, más tarde llamado el Ejército de la República Srpska (VRS). La decisión siguió a la declaración de la República Serbia de Bosnia y Herzegovina, el 9 de enero de 1992, adelantándose al referéndum sobre la independencia de Bosnia y Herzegovina del 29 de febrero a. El referéndum sería posteriormente citado como un pretexto para la guerra de Bosnia, que había comenzado el 4 de abril cuando la artillería del VRS comenzó a bombardear Sarajevo. El JNA y el VRS en Bosnia y Herzegovina se enfrentaron al Ejército de la República de Bosnia y Herzegovina (ARBiH, del bosnio: Armija Republike Bosne i Hercegovine) y el Consejo Croata de Defensa (HVO, del croata: Hrvatsko Vijeće Obrane), dependiente del gobierno central dominado por los bosnios y los dirigentes croatas de Bosnia, respectivamente. El HV varias veces fue desplegado en Bosnia y Herzegovina para apoyar al HVO.
En abril de 1992, el JNA comenzó las operaciones ofensivas contra el HV y el HVO en áreas occidentales y meridionales de Herzegovina, cerca Kupres y Stolac. El 4.º Distrito Militar cuarto del JNA, comandado por Strugar, fue dirigida a capturar Stolac y la mayor parte de la orilla oriental del río Neretva al sur de Mostar. La lucha en torno a Mostar y los ataques de artillería del JNA contra la ciudad comenzaron el 6 de abril. El JNA obligó a las tropas del HV/HVO a retirarse de Stolac el 11 de abril y Čapljina fue atacada por los yugoslavos. Un alto el fuego fue arreglado el 7 de mayo, pero las luchas entre el JNA y las fuerzas serbobosnias se reanudaron al día siguiente. El ataque tuvo éxito en la captura de una gran parte de Mostar y algún territorio en la orilla occidental del río Neretva. El 12 de mayo, las bases del JNA en Bosnia y Herzegovina se convirtieron en parte del VRS y el 2.º Grupo Operativo del JNA fue renombrado como el 4.º Cuerpo de Herzegovina del VRS. Croacia vio los movimientos del Ejército Nacional Yugoslavo como preludio a los ataques contra el sur de Croacia encaminadas específicamente en el puerto de Ploče y posiblemente Split. Para contrarrestar la amenaza, la HV nombró al general Janko Bobetko para comandar el Frente Sur, que comprendía las áreas de Herzegovina y Dubrovnik. Bobetko reorganizó la estructura de mando del HVO, asumió el mando del HVO en la región y desplegó las 1.ª y 4.ª Brigadas de la Guardia.
Las fuerza del JNA/VRS atacaron al norte de Ston el 11 de abril, haciendo retroceder a los elementos de la 115.ª Brigada de Infantería del HV y los elementos que recién llegaban de las Brigadas de la Guardia, logrando conseguir un modesto avance. La primera línea se estabilizó el 23 de abril y el HV contraatacó y recuperó algo de terreno después del 27 de abril. El 17 de mayo, Bobetko ordenó un ataque importante de los dos brigadas completas. La 1.ª Brigada de Guardias tuvo la tarea de avanzar hasta vincularse con la Compañía de Ston, que custodiaban el acceso a la península de Pelješac, y adelantarse a Slano. La 4.ª Brigada de Guardias recibió la orden de asegurar el interior del Dubrovačko Primorje avanzando a lo largo del borde del campo de Popovo. Al mismo tiempo, el JNA fue presionado por la comunidad internacional a retirarse del este de Dubrovnik a Konavle.
La 1.ª Brigada de Guardias, con el apoyo de elementos de la 115.ª Brigada de Infantería, capturó Čepikuće el 21 de mayo y Slano entre el 22 y el 23 de mayo. El Escuadrón de Barcos Armados de Dubrovnik desembarcó tropas en Slano la noche anterior, pero fueron rechazadas por el JNA. En la noche del 23 hasta el 24 de mayo, el JNA atacó Sustjepan y la periferia norte de Dubrovnik. El 26 de mayo, el JNA comenzó a retirarse de Mokošica y Žarkovica. La 163.ª Brigada de Infantería avanzó desde Dubrovnik; su primer batallón tomó posiciones en Brgat y Župa Dubrovačka y el segundo batallón fue desplegado en Osojnik. El 29 de mayo, la 4.ª Brigada de Guardias recapturó Ravno. El 31 de mayo, el 2.º Batallón de la 163.ª Brigada empujó al JNA hasta el macizo de Golubov Kamen, que contaba con vistas a la sección de la carretera del Adriático trazada alrededor de la ensenada de Rijeka Dubrovačka, pero no pudo capturar el macizo. La brigada fue relevada por la 145.ª Brigada de Infantería el 15 de junio. Dubrovnik fue blanco de la artillería del JNA de forma continua hasta el 16 de junio, y luego de manera intermitente hasta el 30 de junio. El 7 de junio, las 1.ª y 4.ª Brigadas de Guardias cesaron en su avance en Dubrovačko Primorje, en las cercanías de Orahov Do, un pueblo al norte de Slano.

## Consecuencias

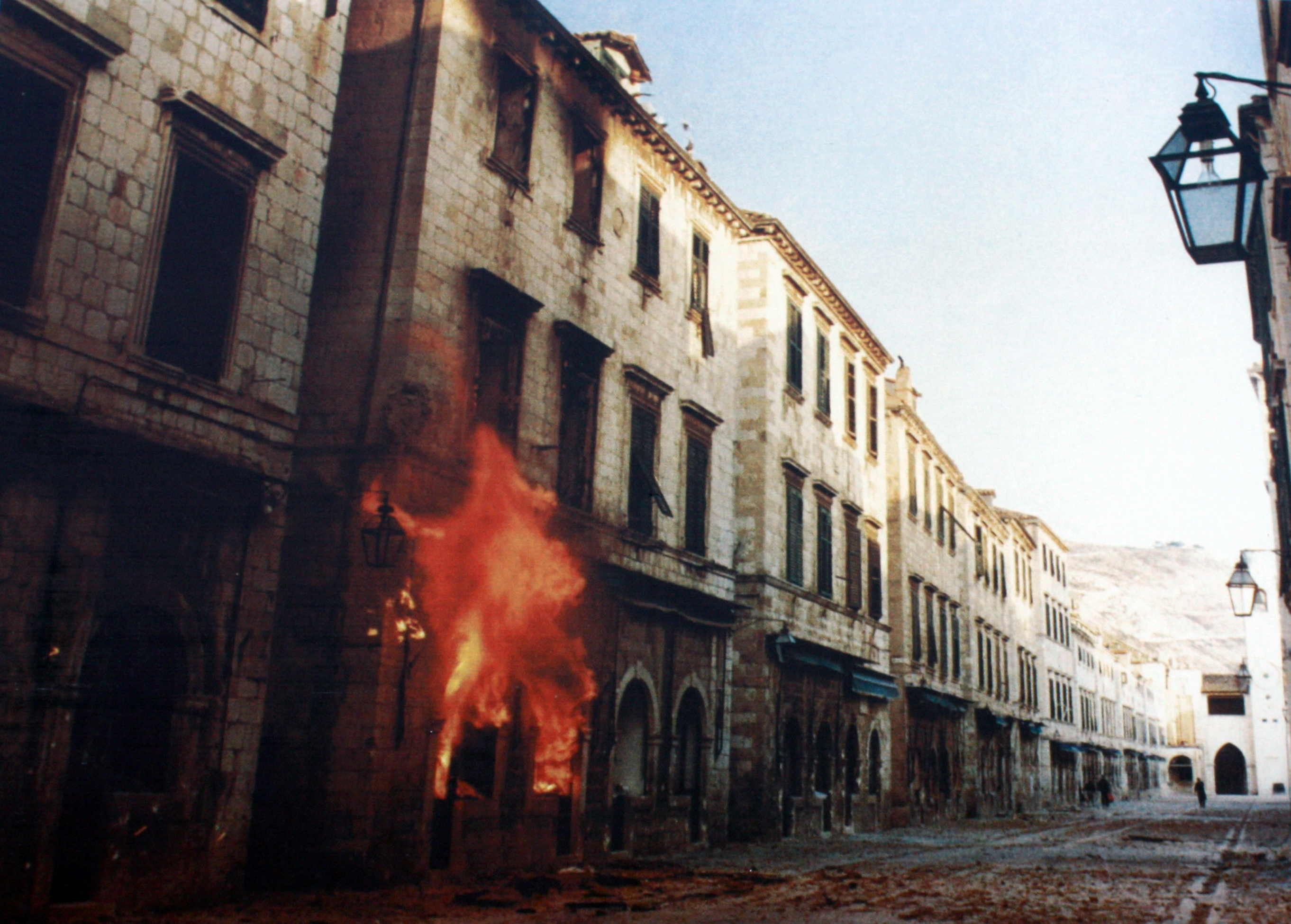
Bombardeo de la ciudad vieja.

Con independencia de su resultado militar, el asedio de Dubrovnik es recordado principalmente por el saqueo a gran escala por parte de las tropas del Ejército Popular Yugoslavo y el bombardeo de Dubrovnik, y sobre todo de su casco antiguo. La reacción de los medios de comunicación internacionales y los medios de cobertura del asedio reforzado la opinión, que ya estaba tomando forma desde la caída de Vukovar, de que la conducta del JNA en particular y de los serbios en general era bárbara, y que la intención era dominar Croacia, independientemente de la destrucción de patrimonios culturales de valores incalculables que se produjeron en el proceso. Las autoridades serbias pensaban que la comunidad internacional no tenía motivos morales para juzgar porque no habían interferido cuando cientos de miles de serbios fueron brutalmente asesinados en los campos de concentración croatas de la Segunda Guerra Mundial. Además de las protestas hechas por Mayor Zaragoza, Vance y el ECMM, 104 ganadores del Premio Nobel publicaron un anuncio en toda una página en el The New York Times el 14 de enero de 1992 con el incentivo de Linus Pauling, instando a los gobiernos de todo el mudo a detener la destrucción desenfrenada llevada a cabo por el JNA. Debido a que el asedio dio forma a la opinión internacional de la Guerra de Croacia, se convirtió en un importante contribuyente a un cambio en el aislamiento diplomático y económico internacional de Serbia y Yugoslavia y a su desastre de relaciones públicas, porque creó la imagen de un estado agresor. El 17 de diciembre de 1991, la Comunidad Económica Europea se comprometió a reconocer la independencia de Croacia, el 15 de enero de 1992.
Entre octubre y diciembre de 1991, el Ejército Popular Yugoslavo capturó unos 1200 km² de territorio alrededor de Dubrovnik, todo lo cual recapturó el HV en su contraataque de mayo de 1992, y en los siguientes ofensivas, logrando que el JNA se retirara al este de Dubrovnik, con la Operación Tigre y la batalla de Konavle entre julio y octubre de 1992. Entre 82 y 88 muertes de civiles croatas fueron causadas por el avance del JNA y el asedio. 94 militares croatas fueron asesinados entre octubre y diciembre de 1991, y 417 habían muerto en todas las operaciones militares alrededor de Dubrovnik a finales de octubre de 1992. 165 soldados del Ejército Nacional Yugoslavo fueron asesinados. Aproximadamente 15000 refugiados de Konavle y de otras áreas alrededor de Dubrovnik huyeron a la ciudad, y cerca de 16000 refugiados fueron evacuados por mar desde Dubrovnik a otras partes de Croacia. El JNA estableció dos campos de prisioneros de guerra -los campos de Bileća y Morinj- para detener a los que habían sido capturados. Durante y después de la ofensiva, 432 personas, principalmente civiles de Konavle, fueron encarcelados allí -292 en Morinj y 140 en Bileća- y sometidos a abusos físicos y psicológicos. El abuso fue perpetrado por el personal y los paramilitares del Ejército Nacional Yugoslavo, así como por civiles, e incluía palizas y simulacros de ejecución. Una gran parte de los prisioneros fue cambiado por los prisioneros de guerra en poder de Croacia el 12 de diciembre de 1991, pero los campamentos del JNA funcionaron hasta agosto de 1992.

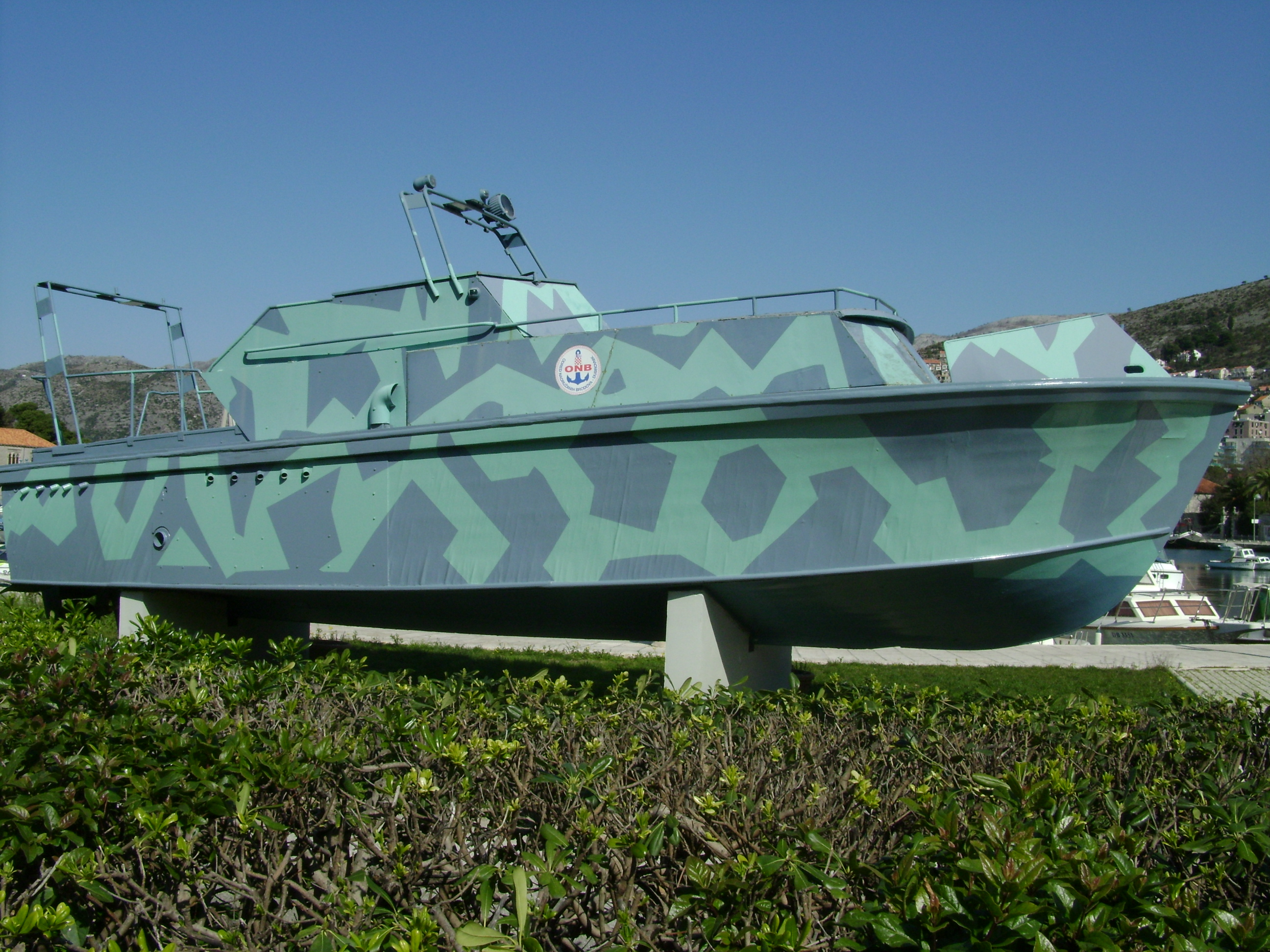
Sveti Vlaho, el primer buque del Escuadrón de Barcos Armados de Dubrovnik, está en exhibición permanente en Dubrovnik.

11425 edificios de la región sufrieron daños, de los cuales 886 fueron totalmente destruidos y 1675 sufrieron daños. El costo total de los daños se estima en 480 millones de marcos alemanes. Los daños en el casco antiguo de Dubrovnik fueron reportados por un equipo de la UNESCO, que se quedó en la ciudad del 27 de noviembre hasta el 20 de diciembre de 1991. Se estima que el 55,9% de los edificios fueron dañados, que el 11,1 % estaban fuertemente dañados y que el 1% se quemaron. Siete palacios barrocos incendiados eran las mayores pérdidas. Además, las tropas del JNA saquearon museos, empresas y domicilios particulares. Todas las exposiciones exhibidas en el Museo Memorial Vlaho Bukovac en Cavtat fueron robadas por el JNA, al igual que el contenido de los hoteles en Kupari. El monasterio franciscano de San Jerónimo en Slano también fue atacado. El JNA admitió que el saqueo se llevó a cabo, pero Jokić dijo que la propiedad se distribuiría entre los refugiados serbios por una administración especial JNA creada el 15 de diciembre de 1991. Es probable, sin embargo, que las propiedades saqueadas terminaran en viviendas particulares o se vendiera en el mercado negro. El aeropuerto de Dubrovnik en Čilipi también fue atacado, y sus equipos fueron llevados los aeropuertos de Podgorica y Tivat.
Tras los intentos de justificar la ofensiva del JNA, las autoridades de Serbia y Montenegro trataron de negar el daño que recibió la ciudad vieja. La Radiotelevisión Serbia dijo que el humo que salía de la ciudad vieja fue el resultado de los neumáticos de automóviles incendiados por la población de Dubrovnik, haciéndose eco de Kadijević. Los funcionarios y los medios de comunicación en Montenegro hicieron referencia a la ofensiva como la "guerra por la paz", o como a un bloqueo, aplicando el término a las operaciones de tierra y al bloqueo naval. De acuerdo con una encuesta de 2010 de la opinión pública en Serbia, el 40% de los encuestados no sabía quién bombardeó Dubrovnik, mientras que el 14% cree que no hubo bombardeos. En una reunión de junio de 2000 con el Presidente croata Mesić, el Presidente de Montenegro, Milo Đukanović, se disculpó ante Croacia por el ataque. El gesto fue bien recibido en Croacia, pero fue condenado por los opositores políticos de Đukanović en Montenegro y por las autoridades serbias.
En 2007, el cineasta montenegrino Koča Pavlović dio a conocer un documental titulado Rata za mir (Guerra de la paz), que cubre el papel de la propaganda en el asedio, y cuenta con testimonios de los prisioneros del campo de Morinj y entrevistas a los soldados del Ejército Popular Yugoslavo. En 2011, la Radiotelevisión de Montenegro emitió una serie documental utilizando tomas de archivo titulada Rata za Dubrovnik (Guerra de Dubrovnik), a pesar de los intentos de destruir los registros belicistade la televisión y los reportes periódisticos que el diario Pobjeda había realizado. En 2012, Aleksandar Črček y Marin Marušić produjeron un documental titulado Konvoj Libertas (Convoy Libertas), y trata sobre la entrega de ayuda humanitaria a Dubrovnik a través del bloqueo naval.
| Todos los ejércitos en el pasado hicieron su mejor esfuerzo y se negaron a hacer la guerra o a atacar y bombardear la ciudad de Dubrovnik. Era simplemente imposible para cualquier persona atacar y demoler Dubrovnik. En la década de 1800, Dubrovnik fue capturado por Napoleón, pero sin lucha. La flota rusa del almirante Senyavin vino a atacar Dubrovnik pero bajaron sus armas y el ataque se rindió. No había ni un solo obús ni una bala disparada hacia Dubrovnik. Esa es la historia de Dubrovnik, y que indica el nivel de la civilización humana, el nivel de respeto que se le tenía Dubrovnik. Lo que hicimos en 1991 es de la mayor vergüenza.} —Nikola Samardžić, el exministro de Asuntos Exteriores de Montenegro, durante el juicio de Strugar en el TPIY. |

## Cargos de crímenes de guerra

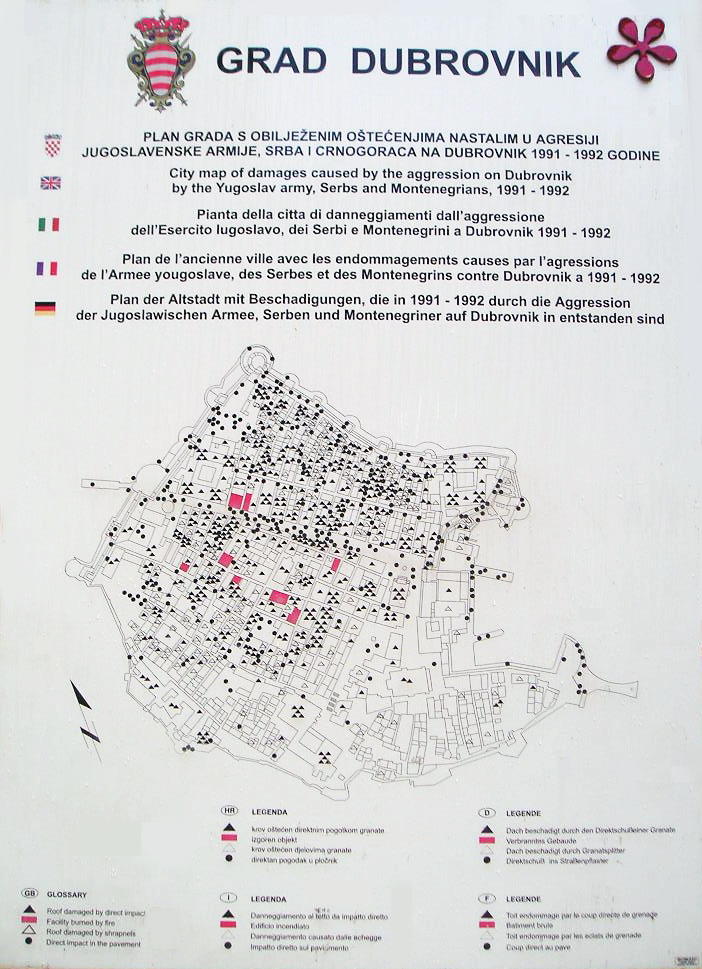
Mapa de la ciudad vieja que indica los daños de los bombardeos del JNA.

Los fiscales del Tribunal Penal Internacional para la ex Yugoslavia (TPIY), creado en 1993 y con base en la Resolución 827 del Consejo de Seguridad de las Naciones Unidas, acusó a Milošević, Strugar, Jokić, al jefe del jefe de Estado Mayor del VPS el capitán Milan Zec y al oficial al mando del 3.º Batallón de la 472.ª Brigada Motorizada del JNA, el capitán de primera clase Vladimir Kovačević. Los cargos incluyen acusaciones de que la ofensiva contra Dubrovnik fue destinada a separar la zona de Croacia y anexarla a Serbia o Montenegro. Jokić dijo que la ofensiva solo fue dirigida al bloqueo de Dubrovnik, pero esa afirmación fue posteriormente refutada por Cokić. Mihailo Crnobrnja, ex embajador yugoslavo de la Unión Europea, especuló que el sitio fue pensado para forzar un fin a los bloqueos de los cuarteles del JNA en Croacia y para reclamar la península de Prevlaka para Montenego.
El juicio de Slobodan Milošević nunca fue terminado debido a que Milošević murió el 11 de marzo de 2006, mientras estaba en custodia del TPIY. Strugar fue transferido a la custodia del TPIY el 21 de octubre de 2001. El proceso del juicio y las apelaciones se terminó en 2008, con una sentencia firme de condena de delitos, incluyendo en ellos los ataques contra civiles, la devastación no requerida por la necesidad militar y la violación de las leyes y costumbres de la guerra. Fue condenado a siete años y medio de prisión. A Strugar se le concedió una libertad anticipada en el 2009, siete años y cuatro meses después de su traslado al TPIY. Jokić fue entregado al TPIY el 12 de noviembre de 2001. Se declaró culpable y fue condenado por delitos de asesinato, trato cruel, ataques a civiles y violaciones de las leyes de la guerra. En 2004, fue condenado a siete años de prisión. El veredicto fue confirmado y quedó firme en 2005. Jokić fue trasladado a Dinamarca para cumplir su sentencia y fue puesto en libertad el 1 de septiembre de 2008. El TPIY retiró los cargos contra Zec, el 26 de julio de 2002. Kovačević fue detenido en 2003 en Serbia y transferido al TPIY. Tras una defensa de locura, fue puesto en libertad provisional el 2 de junio de 2004, las actuaciones fueron remitidas al poder judicial en Serbia en 2007 y se sometió a tratamiento psiquiátrico en la Academia Médica Militar de Belgrado. A partir de mayo de 2012, Kovačević fue considerado no apto para ser juzgado por las autoridades de Serbia. Los cargos en su contra incluyen asesinato, tratos crueles, y la devastación que no exige una necesidad militar o violar las leyes de la guerra.
En 2008, las autoridades de Montenegro acusaron a seis soldados retirados del JNA por el abuso de prisioneros cometidos en Morinj en 1991 y 1992. Desde de noviembre de 2012, el juicio está en curso. La ineficacia de los procedimientos judiciales ha sido atribuida a los fiscales incompetentes y a la falta de voluntad política para perseguir a los delitos atribuidos a los actuales oficiales de alto rango en Montenegro. Un gran número de ex prisioneros del campo de Morinj demandaron a Montenegro y se les pagó una indemnización.
En octubre de 2008, Croacia acusado a Božidar Vučurević -el alcalde de Trebinje y líder de los serbobosnios del este de Herzegovina en el momento de la ofensiva- por ataques contra la población civil de Dubrovnik. Jokić confirmó que él recibió órdenes de Strugar y Vučurević. El 4 de abril de 2011, Vučurević fue arrestado en Serbia y Croacia solicitó su extradición. Fue puesto en libertad bajo fianza el 17 de junio. En septiembre, se aprobó la solicitud de extradición, pero Vučurević dejó Serbia y volvió a Trebinje, evitando la extradición. En 2009, las autoridades croatas presentaron cargos contra diez oficiales del JNA, incluyendo en ellos a Cokić, Ružinovski, Strugar, Jokić, Zec y Kovačević. Fueron acusados de crímenes de guerra cometidos en la zona de Dubrovnik, antes o después del 6 de diciembre de 1991, y que no fueron cubiertos por las acusaciones del TPIY. Las acusaciones fueron hechas después de que fueron suministrados los documentos del TPIY recogidos durante la investigación. En el 2012, Croacia procesó al oficial al mando del 3.º Batallón de la 5.ª Brigada Motorizada del JNA y lo acusó de provocar los incendios de 90 casas, negocios y edificios públicos en Čilipi del 5 al 7 octubre de 1991.

### Libros
- Agencia Central de Inteligencia, Oficina de Análisis de Rusia y Europa (2002). Balkan Battlegrounds: A Military History of the Yugoslav Conflict, 1990–1995 [Campos de Batalla de los Balcanes: Una Historia Militar del Conflicto Yugoslavo, 1990-1995] (en inglés). Washington, D.C.: Agencia Central de Inteligencia. OCLC 50396958. Consultado el 9 de abril de 2014.
- Biserko, Sonja, ed. (2006). Dubrovnik: "Rat za mir" [Dubrovnik: "Guerra por la paz"] (PDF) (en serbio). Comité de Helsinki para los Derechos Humanos en Serbia. ISBN 86-7208-119-6. Consultado el 9 de abril de 2014.
- EECIS (1999). Eastern Europe and the Commonwealth of Independent States [Europa del Este y la Comunidad de Estados Independientes] (en inglés). Routledge. ISBN 978-1-85743-058-5. Consultado el 9 de abril de 2014.
- Armatta, Judith (2010). Twilight of Impunity: The War Crimes Trial of Slobodan Milosevic [El Crepúsculo de la Impunidad: El Juicio por Crímenes de Guerra de Slobodan Milosevic] (en inglés). Duke University Press. ISBN 978-0-8223-4746-0. Consultado el 9 de abril de 2014.
- Blaskovich, Jerry (1997). Anatomy of Deceit: An American Physician's First-hand Encounter with the Realities of the War in Croatia [Anatomía del Engaño: Encuentro de Primera Mano de un Médico estadounidense con las Realidades de la Guerra en Croacia] (PDF) (en inglés). Dunhill Publishing. ISBN 0-935016-24-4. Archivado desde el original el 7 de diciembre de 2012. Consultado el 9 de abril de 2014.
- Crnobrnja, Mihailo (1996). The Yugslav Drama [El Drama Yugoslavo] (en inglés). McGill-Queen's University Press. ISBN 0-7735-6615-5. Consultado el 9 de abril de 2014.
- Delpla, Isabelle; Bougarel, Xavier; Fournel, Jean-Louis (2012). Investigating Srebrenica: Institutions, Facts, Responsibilities [Investigación de Srebrenica: Instituciones, Hechos, Responsabilidades] (en inglés). Berghahn Books. ISBN 0-85745-472-2. Consultado el 9 de abril de 2014.
- Hooker, Norman (1997). Maritime casualties, 1963-1996 [Siniestros marítimos, 1963-1996] (en inglés). LLP. ISBN 1859781101. Consultado el 9 de abril de 2014.
- Lucarelli, Sonia (2000). Europe and the breakup of Yugoslavia: a political failure in search of a scholarly explanation [Europa y la desintegración de Yugoslavia: un fracaso político en busca de una explicación erudita] (en inglés). Martinus Nijhoff Publishers. ISBN 978-90-411-1439-6. Consultado el 9 de abril de 2014.
- Mesić, Stepan (2004). The demise of Yugoslavia: a political memoir [La desaparición de Yugoslavia: la biografía política] (en inglés). Central European University Press. ISBN 963-9241-71-7. Consultado el 9 de abril de 2014.
- Ramet, Sabrina P. (2006). The Three Yugoslavias: State-Building And Legitimation, 1918–2006 [Las Tres Yugoslavias: Estado de Fomento y Legitimación, 1918-2006] (en inglés). Indiana University Press. ISBN 978-0-253-34656-8. Consultado el 9 de abril de 2014.
- Schabas, William A. (2006). The UN International Criminal Tribunals: The Former Yugoslavia, Rwanda and Sierra Leone [Los Tribunales Penales Internacionales de la ONU: la ex Yugoslavia, Ruanda y Sierra Leona] (en inglés). Cambridge University Press. ISBN 978-0-521-84657-8. Consultado el 9 de abril de 2014.
- Stewart, James (2006). Cadogan Guide Croatia [Guía Cadogan de Croacia] (en inglés). New Holland Publishers. ISBN 1-86011-319-2. Archivado desde el original el 13 de abril de 2014. Consultado el 9 de abril de 2014.
- Thomas, Nigel; Mikulan, Krunoslav; Pavlović, Darko (2006). The Yugoslav Wars (1): Slovenia & Croatia 1991–95 [Las Guerras Yugoslavas (1): Eslovenia y Croacia 1991-1995] (en inglés). Osprey Publishing. ISBN 1-84176-963-0. Archivado desde el original el 29 de octubre de 2013. Consultado el 9 de abril de 2014.
- Thompson, Wayne C. (2012). Nordic, Central & Southeastern Europe 2012 [Europa Nórdica, Central y del Sureste 2012] (en inglés). Rowman & Littlefield. ISBN 978-1-61048-891-4. Consultado el 9 de abril de 2014.
- Zabkar, Anton (1995). The Drama in Former Yugoslavia: The Beginning of the End Or the End of the Beginning? [El Drama en la ex Yugoslavia: ¿El Principio del Fin o el Fin del Principio?] (en inglés). DIANE Publishing. ISBN 0-7881-3944-4. Consultado el 9 de abril de 2014.

### Reportes de prensa y noticiarios
- «Roads Sealed as Yugoslav Unrest Mounts». The New York Times (en inglés). Reuters. 19 de agosto de 1990. Archivado desde el original el 12 de diciembre de 2012. Consultado el 10 de abril de 2014.
- Engelberg, Stephen (3 de marzo de 1991). «Belgrade Sends Troops to Croatia Town». The New York Times (en inglés). Archivado desde el original el 28 de noviembre de 2013. Consultado el 10 de abril de 2014.
- Sudetic, Chuck (2 de abril de 1991). «Rebel Serbs Complicate Rift on Yugoslav Unity». The New York Times (en inglés). Archivado desde el original el 28 de noviembre de 2013. Consultado el 10 de abril de 2014.
- Sudetic, Chuck (26 de junio de 1991). «2 Yugoslav States Vote Independence To Press Demands». The New York Times (en inglés). Archivado desde el original el 29 de julio de 2012. Consultado el 10 de abril de 2014.
- Sudetic, Chuck (29 de junio de 1991). «Conflict in Yugoslavia; 2 Yugoslav States Agree to Suspend Secession Process». The New York Times (en inglés). Archivado desde el original el 28 de noviembre de 2013. Consultado el 10 de abril de 2014.
- Williams, Carol J. (31 de octubre de 1991). «Peace Flotilla Due to Dock in Dubrovnik». Los Angeles Times (en inglés). Archivado desde el original el 28 de noviembre de 2013. Consultado el 10 de abril de 2014.
- Binder, David (9 de noviembre de 1991). «Old City Totters in Yugoslav Siege». The New York Times (en inglés). Archivado desde el original el 28 de noviembre de 2013. Consultado el 10 de abril de 2014.
- Binder, David (15 de noviembre de 1991). «Refugees Pack Boat Out of Dubrovnik». The New York Times (en inglés). Archivado desde el original el 28 de noviembre de 2013. Consultado el 10 de abril de 2014.
- Sudetic, Chuck (3 de enero de 1992). «Yugoslav Factions Agree to U.N. Plan to Halt Civil War». The New York Times (en inglés). Archivado desde el original el 28 de noviembre de 2013. Consultado el 10 de abril de 2014.
- Williams, Carol J. (29 de enero de 1992). «Roadblock Stalls U.N.'s Yugoslavia Deployment». Los Angeles Times (en inglés). Archivado desde el original el 28 de noviembre de 2013. Consultado el 10 de abril de 2014.
- Tomic, Mirjana (16 de marzo de 1992). «Dubrovnik, cinco meses de asedio». El País. Consultado el 13 de abril de 2014.
- Bellamy, Christopher (10 de octubre de 1992). «Croatia built 'web of contacts' to evade weapons embargo». The Independent (en inglés). Archivado desde el original el 7 de agosto de 2012. Consultado el 10 de abril de 2014.
- Perlez, Jane (10 de agosto de 1997). «Serbian Media Is a One-Man Show». The New York Times (en inglés). Archivado desde el original el 28 de noviembre de 2013. Consultado el 10 de abril de 2014.
- Šilović, Meri (6 de julio de 1999). «Ratnog mučenika "Perasta" ubit će - mir». Slobodna Dalmacija (en corata). Archivado desde el original el 29 de noviembre de 2013. Consultado el 10 de abril de 2014.
- Thorpe, Nick (25 de junio de 2000). «Djukanovic 'sorry' for Dubrovnik bombing» (en inglés). BBC News. Archivado desde el original el 29 de noviembre de 2013. Consultado el 10 de abril de 2014.
- «Veteran opet na vezu». Slobodna Dalmacija (en croata). 6 de diciembre de 2001. Archivado desde el original el 29 de noviembre de 2013. Consultado el 10 de abril de 2014.
- Kalajdžić, Ahmet (6 de marzo de 2004). «Aerodrom Dubrovnik za dio opljačkane opreme tražit će odštetu od JAT-a». Slobodna Dalmacija (en inglés). Archivado desde el original el 29 de noviembre de 2013. Consultado el 10 de abril de 2014.
- «Kovačević mentalno oboleo i biće upućen na lečenje» (en serbio). B92. 15 de marzo de 2004. Archivado desde el original el 29 de noviembre de 2013. Consultado el 10 de abril de 2014.
- «"Rat za mir" - 10 godina prerano» (en croata). Index.hr. 30 de mayo de 2007. Archivado desde el original el 29 de noviembre de 2013. Consultado el 10 de abril de 2014.
- «Rušitelj Dubrovnika još se brani sa slobode» (en croata). Noa TV. 18 de agosto de 2007. Archivado desde el original el 29 de noviembre de 2013. Consultado el 10 de abril de 2014.
- Canka, Mustafa (18 de agosto de 2008). «Podignuta optužnica protiv mučitelja iz Morinja» (en croata). Deutsche Welle. Archivado desde el original el 29 de noviembre de 2013. Consultado el 10 de abril de 2014.
- Gustin-Čuljak, Olivija (29 de mayo de 2009). «"Majsan" na Batali». Slobodna Dalmacija (en croata). Archivado desde el original el 29 de noviembre de 2013. Consultado el 10 de abril de 2014.
- «Ususret obilježavanju 18. obljetnice Konvoja Libertas». Dubrovački vjesnik (en croata). 25 de octubre de 2009. Archivado desde el original el 29 de noviembre de 2013. Consultado el 10 de abril de 2014.
- «Nojko Marinović: Mogli su ući da su bili spremni platiti cijenu!». Dubrovački vjesnik (en croata). 15 de enero de 2010. Archivado desde el original el 29 de noviembre de 2013. Consultado el 10 de abril de 2014.
- Jovanović, Vladimir (7 de mayo de 2010). «Dubrovačke optužnice». Monitor (en montenegrino). Archivado desde el original el 29 de noviembre de 2013. Consultado el 10 de abril de 2014.
- «Crna Gora: Ukinuta presuda za zločine nad hrvatskim zarobljenicima u Morinju». Jutarnji list (en croata). 7 de diciembre de 2012. Archivado desde el original el 29 de noviembre de 2013. Consultado el 10 de abril de 2014.
- Bijelić, Gabrijela (10 de marzo de 2011). «Pošteno svjedočanstvo crnogorske strane». Slobodna Dalmacija (en croata). Archivado desde el original el 29 de noviembre de 2013. Consultado el 10 de abril de 2014.
- «War-time mayor of Bosnia town arrested» (en inglés). B92. 4 de abril de 2011. Archivado desde el original el 29 de noviembre de 2013. Consultado el 10 de abril de 2014.
- Podgornik, Branko (28 de mayo de 2011). «Još ne znaju tko je granatirao Dubrovnik». Novi list (en croata). Archivado desde el original el 29 de noviembre de 2013. Consultado el 10 de abril de 2014.
- «Sud u Beogradu odobrio izručenje Vučurevića, on ne želi da mu se sudi u Hrvatskojarchivedate=29 November 2013». Nacional (en croata). 11 de septiembre de 2011. Archivado desde el original el 29 de noviembre de 2013. Consultado el 10 de abril de 2014.
- «20 godina Odreda naoružanih brodova» (en croata). Radiotelevision Croata. 23 de septiembre de 2011. Archivado desde el original el 29 de noviembre de 2013. Consultado el 10 de abril de 2014.
- Jurica Turk, Varina (26 de octubre de 2011). «Kako je Dubrovniku "ukradena" brigada». Dubrovački list (en croata). Archivado desde el original el 29 de noviembre de 2013. Consultado el 10 de abril de 2014.
- Mujan, Marko (20 de noviembre de 2011). «Slavi li se okruženje Grada ili obrana Dubrovnika?». Dubrovački list (en croata). Archivado desde el original el 29 de noviembre de 2013. Consultado el 10 de abril de 2014.
- Jurica Turk, Varina (23 de noviembre de 2011). «Igra na "Male Bare" II». Dubrovački list (en croata). Archivado desde el original el 29 de noviembre de 2013. Consultado el 10 de abril de 2014.
- Jurica Turk, Varina (30 de noviembre de 2011). «Opći napad». Dubrovački list (en croata). Archivado desde el original el 29 de noviembre de 2013. Consultado el 10 de abril de 2014.
- Bijelić, Gabrijela (6 de diciembre de 2011). «Svečani mimohod i postrojavanje branitelja grada Dubrovnika na Stradunu». Jutarnji list (en croata). Archivado desde el original el 29 de noviembre de 2013. Consultado el 10 de abril de 2014.
- Radaljac, Danko (6 de diciembre de 2011). «Obljetnica napada na Dubrovnik i Srđ, nakon koje svijet daje podršku Hrvatskoj». Novi list (en croata). Archivado desde el original el 29 de noviembre de 2013. Consultado el 10 de abril de 2014.
- Jurica Turk, Varina (21 de diciembre de 2011). «Herojski otpor u studenom». Dubrovački list (en croata). Archivado desde el original el 29 de noviembre de 2013. Consultado el 10 de abril de 2014.
- Jurica Turk, Varina (4 de enero de 2012). «Prekidi vatre i linije razgraničenja». Dubrovački list (en inglés). Archivado desde el original el 29 de noviembre de 2013. Consultado el 10 de abril de 2014.
- Jurica Turk, Varina (11 de enero de 2012). «Haaški opis napada na Srđ». Dubrovački list (en croata). Archivado desde el original el 29 de noviembre de 2013. Consultado el 10 de abril de 2014.
- «Dokumentarac "Konvoj Libertas" premijerno prikazan u Rijeci». Novi list (en croata). 19 de enero de 2012. Archivado desde el original el 29 de noviembre de 2013. Consultado el 10 de abril de 2014.
- Jurica Turk, Varina (8 de febrero de 2012). «Okolnosti osnivanja 163. brigade». Dubrovački list (en croata). Archivado desde el original el 29 de noviembre de 2013. Consultado el 10 de abril de 2014.
- Jurica Turk, Varina (7 de marzo de 2012). «I rat i mir». Dubrovački list (en croata). Archivado desde el original el 29 de noviembre de 2013. Consultado el 10 de abril de 2014.
- Jurica Turk, Varina (30 de marzo de 2012). «Prelazak u napadna djelovanja». Dubrovački list (en croata). Archivado desde el original el 29 de noviembre de 2013. Consultado el 10 de abril de 2014.
- Jurica Turk, Varina (1 de abril de 2012). «Kako došlo, tako prošlo». Dubrovački list (en croata). Archivado desde el original el 29 de noviembre de 2013. Consultado el 10 de abril de 2014.
- Jurica Turk, Varina (11 de abril de 2012). «I "Tigrovi" kreću u napad». Dubrovački list (en croata). Archivado desde el original el 29 de noviembre de 2013. Consultado el 10 de abril de 2014.
- Jurica Turk, Varina (2 de mayo de 2012). «Teške svibanjske i lipanjske borbe». Dubrovački list (en croata). Archivado desde el original el 29 de noviembre de 2013. Consultado el 10 de abril de 2014.
- «Vladimir Rambo Kovačević nesposoban za suđenje». Blic (en serbio). Tanjug. 25 de mayo de 2012. Archivado desde el original el 29 de noviembre de 2013. Consultado el 10 de abril de 2014.
- «Sutra dan sjećanja na početak agresije 1. listopada 1991.». Dubrovački vjesnik (en croata). 30 de septiembre de 2012. Archivado desde el original el 29 de noviembre de 2013. Consultado el 10 de abril de 2014.
- «Na današnji dan 1991. godine otpočeo je napad na Dubrovnik». Slobodna Dalmacija (en croata). 1 de octubre de 2012. Archivado desde el original el 29 de noviembre de 2013. Consultado el 10 de abril de 2014.
- Jurica Turk, Varina (3 de octubre de 2012). «Istina - dug prema povijesti». Dubrovački list (en croata). Archivado desde el original el 29 de noviembre de 2013. Consultado el 10 de abril de 2014.
- «Za "Morinj" naplatili 200.000 eura». Dan (en montenegrino). 30 de octubre de 2012. Archivado desde el original el 29 de noviembre de 2013. Consultado el 10 de abril de 2014.
- Tomović, Predrag (23 de noviembre de 2012). «Crna Gora: Ratni zločini bez kazne» (en montenegrino). Radio Liberty. Archivado desde el original el 29 de noviembre de 2013. Consultado el 10 de abril de 2014.
- «Optužen Srbin zbog paljenja Ćilipa» (en serbio). B92. 6 de diciembre de 2012. Archivado desde el original el 29 de noviembre de 2013. Consultado el 10 de abril de 2014.

### Otras fuentes
- «The Pelagic case» [El caso Pelagic]. Casos Marítimos Americanos (en inglés) (Asociación de Derecho Marítimo de los Estados Unidos) (2). 1994. Consultado el 10 de abril de 2014.
- «Case Information Sheet "Dubrovnik" (IT-01-42) Pavle Strugar» (PDF) (en inglés). Tribunal Penal Internacional para la ex Yugoslavia. Consultado el 10 de abril de 2014.
- «Case Information Sheet "Dubrovnik" (IT-01-42/1) Miodrag Jokić» (PDF) (en inglés). Tribunal Penal Internacional para la ex Yugoslavia. Consultado el 10 de abril de 2014.
- «Case Information Sheet "Dubrovnik" (IT-01-42/2) Vladimir Kovačević» (PDF) (en inglés). Tribunal Penal Internacional para la ex Yugoslavia. Consultado el 10 de abril de 2014.
- «Case Information Sheet "Kosovo, Croatia & Bosnia" (IT-02-54) Slobodan Milošević» (PDF) (en inglés). Tribunal Penal Internacional para la ex Yugoslavia. Consultado el 10 de abril de 2014.
- «Odluka» [Decisión]. Narodne novine (en croata) (Narodne novine) (53). 8 de octubre de 1991. ISSN 1333-9273. Consultado el 10 de abril de 2014.
- «Situation of human rights in the territory of the former Yugoslavia» (en inglés). Consejo Económico y Social de las Naciones Unidas. 17 de noviembre de 1993. Archivado desde el original el 12 de junio de 2012. Consultado el 10 de abril de 2014.
- «Croatia human rights practices, 1993; Section 2, part d» (en inglés). Departamento de Estado de los Estados Unidos. 31 de enero de 1994. Archivado desde el original el 5 de noviembre de 2013. Consultado el 10 de abril de 2014.
- McAlea, Dominic; Kaiser, Colin; Lund, Terje; Hoel, Oyvind (28 de diciembre de 1994). «Final report of the United Nations Commission of Experts established pursuant to security council resolution 780 (1992), S/1994/674/Add.2 (Vol. V)» (en inglés). Consejo de Seguridad de las Naciones Unidas. Archivado desde el original el 29 de octubre de 2013. Consultado el 10 de abril de 2014.
- Rizmaul, Leon (26 de septiembre de 1996). «Vremeplov» (en croata). Hrvatski vojnik. Archivado desde el original el 30 de noviembre de 2013. Consultado el 10 de abril de 2014.
- «Full Contents of the Dubrovnik Indictment made Public (Dubrovnik Indictment)» (en inglés). Tribunal Penal Internacional para la ex Yugoslavia. 2 de octubre de 2001. Consultado el 10 de abril de 2014.
- «The Prosecutor of the Tribunal against Slobodan Milošević, Second Amended Indictment» (PDF) (en inglés). Tribunal Penal Internacional para la ex Yugoslavia. 23 de octubre de 2002. Consultado el 10 de abril de 2014.
- «Strength Without Bravery: Dubrovnik Defies Yugoslav Army» (en inglés). Institute for War and Peace Reporting. 30 de enero de 2003. Archivado desde el original el 30 de noviembre de 2013. Consultado el 10 de abril de 2014.
- «Trial of Pavle Strugar - Transcript 040123ED» (en inglés). Tribunal Penal Internacional para la ex Yugoslavia. 23 de enero de 2004. Consultado el 10 de abril de 2014.
- Pavlović, Srđa (2005). «Reckoning: The 1991 Siege of Dubrovnik and the Consequences of the "War for Peace"». Spaces of Identity (en inglés) (Universidad de York, El Centro Canadiense de Estudios Alemanes y Europeos) 5 (1). Consultado el 10 de abril de 2014.
- «The Prosecutor vs. Milan Martic - Judgement» (PDF) (en inglés). Tribunal Penal Internacional para la ex Yugoslavia. 12 de junio de 2007. Consultado el 10 de abril de 2014.
- Lupis, Vinicije B.; Koncul, Antun; Sjekavica, Đivo (2012). «Majkovi u srednjem vijeku» [Las madres en la Edad Media]. Starohrvatska prosvjeta (en croata) (Museo de Monumentos Arqueológicos de Croacia) 3 (39). ISSN 0351-4536. Consultado el 10 de abril de 2014.
- Marijan, Davor (2012). «Zamisao i propast napadne operacije Jugoslavenske narodne armije na Hrvatsku u rujnu 1991. godine» [La idea y el colapso de una operación ofensiva del Ejército Popular Yugoslavo en Croacia en septiembre de 1991]. Revista de Historia Contemporánea (en croata) (Instituto Croata de Historia) 44 (2). ISSN 0590-9597. Consultado el 10 de abril de 2014.

- Datos: Q815140
- Multimedia: Siege of Dubrovnik / Q815140